# Episodi di Space Ghost e Dino Boy
La prima stagione della serie animata Space Ghost e Dino Boy, composta da 20 episodi, è stata trasmessa negli Stati Uniti, da CBS, dal 10 settembre 1966 al 16 settembre 1967.
In Italia la stagione è stata trasmessa dal 3 febbraio 1980 su Ciao Ciao.
Ad eccezione degli ultimi due segmenti (gli episodi del Consiglio del Giudizio), ogni episodio presentava due segmenti di Space Ghost - Il Fantasma dello Spazio intervallati da uno di Dino Boy nella valle perduta.
| n° | Titolo originale                   | Titolo italiano                                                  | Prima TV USA      | Prima TV Italia  |
| -- | ---------------------------------- | ---------------------------------------------------------------- | ----------------- | ---------------- |
| 1  | The Heat Thing                     |                                                                  | 10 settembre 1966 |                  |
| 1  | The Worm People                    |                                                                  | 10 settembre 1966 |                  |
| 1  | Zorak                              |                                                                  | 10 settembre 1966 |                  |
| 2  | The Lizard Slavers                 |                                                                  | 17 settembre 1966 |                  |
| 2  | The Moss Men                       |                                                                  | 17 settembre 1966 |                  |
| 2  | The Web                            |                                                                  | 17 settembre 1966 |                  |
| 3  | Creature King                      | Il re dei mostri                                                 | 24 settembre 1966 |                  |
| 3  | The Treeman                        |                                                                  | 24 settembre 1966 |                  |
| 3  | The Sandman                        |                                                                  | 24 settembre 1966 |                  |
| 4  | The Evil Collector                 |                                                                  | 1º ottobre 1966   |                  |
| 4  | The Fire God                       | Il Dio del fuoco                                                 | 1º ottobre 1966   |                  |
| 4  | The Drone                          | Il drone                                                         | 1º ottobre 1966   |                  |
| 5  | Homing Device                      | Congegno di rientro in base                                      | 8 ottobre 1966    | 5 febbraio 1980  |
| 5  | The Mighty Snow Creature           | Il terribile uomo delle nevi                                     | 8 ottobre 1966    |                  |
| 5  | The Robot Master                   |                                                                  | 8 ottobre 1966    |                  |
| 6  | The Iceman                         |                                                                  | 15 ottobre 1966   |                  |
| 6  | The Wolf People                    | Gli uomini lupo                                                  | 15 ottobre 1966   |                  |
| 6  | Hi-Jackers                         | Dirottatori                                                      | 15 ottobre 1966   |                  |
| 7  | The Energy Monster                 |                                                                  | 22 ottobre 1966   |                  |
| 7  | Valley of the Giants               | La valle del gigante                                             | 22 ottobre 1966   |                  |
| 7  | The Lure                           |                                                                  | 22 ottobre 1966   |                  |
| 8  | The Cyclopeds                      | I ciclopedi                                                      | 29 ottobre 1966   |                  |
| 8  | The Ant Warriors                   | Le formiche guerriere                                            | 29 ottobre 1966   |                  |
| 8  | The Schemer                        |                                                                  | 29 ottobre 1966   |                  |
| 9  | Lokar - King of the Killer Locusts | Lokar - Il re delle locuste assassine                            | 5 novembre 1966   |                  |
| 9  | The Bird Riders                    | I fantini degli uccelli                                          | 5 novembre 1966   |                  |
| 9  | Space Sargasso                     |                                                                  | 5 novembre 1966   |                  |
| 10 | Brago                              | Brago                                                            | 12 novembre 1966  |                  |
| 10 | Giant Ants                         | Formiche giganti                                                 | 12 novembre 1966  |                  |
| 10 | Revenge of the Spider Woman        | La rivincita della vedova nera                                   | 12 novembre 1966  | 27 febbraio 1980 |
| 11 | Attack of the Saucer Crab          | Attacco all’astronave granchio                                   | 19 novembre 1966  | 21 febbraio 1980 |
| 11 | The Rock Pygmies                   |                                                                  | 19 novembre 1966  |                  |
| 11 | Space Birds                        | Uccelli spaziali                                                 | 19 novembre 1966  |                  |
| 12 | The Time Machine                   | La macchina del tempo                                            | 26 novembre 1966  | 21 febbraio 1980 |
| 12 | Danger River                       |                                                                  | 26 novembre 1966  |                  |
| 12 | Nightmare Planet                   | Il pianeta incubo                                                | 26 novembre 1966  |                  |
| 13 | Space Armada                       | L’armatura spaziale                                              | 3 dicembre 1966   | 23 febbraio 1980 |
| 13 | The Vampire Men                    | Vampiri                                                          | 3 dicembre 1966   |                  |
| 13 | The Challenge                      | La sfida                                                         | 3 dicembre 1966   | 25 febbraio 1980 |
| 14 | Jungle Planet                      | Il pianeta jungla                                                | 10 dicembre 1966  |                  |
| 14 | The Terrible Chase                 | Caccia spietata                                                  | 10 dicembre 1966  |                  |
| 14 | Ruler of the Rock Robots           | Il dominatore dei roccia robot                                   | 10 dicembre 1966  |                  |
| 15 | Glasstor                           | Glasstor                                                         | 17 dicembre 1966  | 29 febbraio 1980 |
| 15 | The Sacrifice                      | Il sacrificio                                                    | 17 dicembre 1966  |                  |
| 15 | The Space Ark                      | L'arca spaziale                                                  | 17 dicembre 1966  |                  |
| 16 | The Sorcerer                       | Lo stregone                                                      | 24 dicembre 1966  |                  |
| 16 | The Marksman                       | Il tiratore scelto                                               | 24 dicembre 1966  |                  |
| 16 | The Space Piranhas                 | I piranha spaziali                                               | 24 dicembre 1966  |                  |
| 17 | The Ovens of Moltor                | Gli altiforni di Moltar                                          | 31 dicembre 1966  |                  |
| 17 | The Spear Warriors                 | I guerrieri lancieri                                             | 31 dicembre 1966  |                  |
| 17 | Transor - The Matter Mover         | La trasmissione della materia                                    | 31 dicembre 1966  |                  |
| 18 | The Gargoyloids                    | I vampiroidi                                                     | 7 gennaio 1967    |                  |
| 18 | Marooned                           |                                                                  | 7 gennaio 1967    |                  |
| 18 | The Looters                        | Saccheggiatori                                                   | 7 gennaio 1967    |                  |
| 19 | The Meeting                        | Il consiglio del giudizio parte1 - L'incontro                    | 9 settembre 1967  |                  |
| 19 | Clutches of Creature King          | Il consiglio del giudizio parte2 - Le grinfie del re dei mostri  | 9 settembre 1967  |                  |
| 19 | The Deadly Trap                    | Il consiglio del giudizio parte3 - La trappola mortale           | 9 settembre 1967  |                  |
| 20 | The Molten Monsters of Moltar      | Il consiglio del giudizio parte4 - I mostri liquefatti di Moltar | 16 settembre 1967 |                  |
| 20 | Two Faces of Doom                  | Il consiglio del giudizio parte5 - Due facce del giudizio        | 16 settembre 1967 |                  |
| 20 | The Final Encounter                | Il consiglio del giudizio parte6 - Scontro finale                | 16 settembre 1967 |                  |

## The Heat Thing
- Titolo originale: The Heat Thing
- Diretto da: Joseph Barbera e William Hanna
- Scritto da: Lew Marshall, Paul Sommer, Bill Perez, Walter Black e Bill Hamilton

### Trama
Durante un pattugliamento su Giove, Jace si imbatte in un mostro di lava. Space Ghost cerca quindi di salvarlo.

## The Worm People
- Titolo originale: The Worm People
- Diretto da: Joseph Barbera e William Hanna
- Scritto da: Lew Marshall, Paul Sommer, Bill Perez, Walter Black e Bill Hamilton

### Trama
Una tribù di creature simili a vermi cattura Dino Boy e Ugh deve pianificare un salvataggio.

## Zorak
- Titolo originale: Zorak
- Diretto da: Joseph Barbera e William Hanna
- Scritto da: Lew Marshall, Paul Sommer, Bill Perez, Walter Black e Bill Hamilton

### Trama
Zorak, uno dei nemici di Space Ghost, evade di prigione grazie all'aiuto dei suoi scagnozzi e rapisce Jan e Jace in un complotto di vendetta nei confronti del supereroe.

## The Lizard Slavers
- Titolo originale: The Lizard Slavers
- Diretto da: Joseph Barbera e William Hanna
- Scritto da: Lew Marshall, Paul Sommer, Bill Perez, Walter Black e Bill Hamilton

### Trama
Dopo essere incampati accidentalmente in una base, Jan e Jace vengono catturati da degli schiavi lucertola.

## The Moss Man
- Titolo originale: The Moss Man
- Diretto da: Joseph Barbera e William Hanna
- Scritto da: Lew Marshall, Paul Sommer, Bill Perez, Walter Black e Bill Hamilton

### Trama
Mentre scappano da un T-rex, Dino Boy e Ugh vengono catturati dagli Uomini Muschio dopo essere caduti in un buco pieno d'acqua conducente alla loro tana. Gli Uomini Muschio intendono usare Dino Boy come sacrificio e Ugh cerca di sconfiggerli.

## The Web
- Titolo originale: The Web
- Diretto da: Joseph Barbera e William Hanna
- Scritto da: Lew Marshall, Paul Sommer, Bill Perez, Walter Black e Bill Hamilton

### Trama
Vedova Nera ha intenzione di uccidere Space Ghost con i suoi mostri insettoidi provenienti dal suo pianeta.

## Creature King
- Titolo originale: Creature King
- Diretto da: Joseph Barbera e William Hanna
- Scritto da: Lew Marshall, Paul Sommer, Bill Perez, Walter Black e Bill Hamilton

### Trama
Dopo aver subito un burnout al reattore, Jan e Jace atterrano su un pianeta dove vivono enormi animali controllati da Re dei Mostri.

## The Treemen
- Titolo originale: The Treemen
- Diretto da: Joseph Barbera e William Hanna
- Scritto da: Lew Marshall, Paul Sommer, Bill Perez, Walter Black e Bill Hamilton

### Trama
Dino Boy viene catturato da un gruppo di Uomini Albero per ucciderlo come sacrificio e Ugh tenta di salvarlo con l'aiuto di alcuni mammut.

## The Sandman
- Titolo originale: The Sandman
- Diretto da: Joseph Barbera e William Hanna
- Scritto da: Lew Marshall, Paul Sommer, Bill Perez, Walter Black e Bill Hamilton

### Trama
L'Uomo Sabbia ha attaccato le unità militari per attirare Space Ghost a lui al fine di distruggere la sua mente e conquistare il mondo.

## The Evil Collector
- Titolo originale: The Evil Collector
- Diretto da: Joseph Barbera e William Hanna
- Scritto da: Lew Marshall, Paul Sommer, Bill Perez, Walter Black e Bill Hamilton

### Trama
Il Collezionista rimpicciolisce le persone per usarle con il suo gatto Dracto in una sorta di gioco del gatto e del topo nella vita reale.

## The Fire God
- Titolo originale: The Fire God
- Diretto da: Joseph Barbera e William Hanna
- Scritto da: Lew Marshall, Paul Sommer, Bill Perez, Walter Black e Bill Hamilton

### Trama
Il Dio del Fuoco cattura Dino Boy. Il Popolo dai Denti a Sciabola ha intenzione di sacrificarlo, tuttavia Ugh è determinato a sventare il loro piano.

## The Drone
- Titolo originale: The Drone
- Diretto da: Joseph Barbera e William Hanna
- Scritto da: Lew Marshall, Paul Sommer, Bill Perez, Walter Black e Bill Hamilton

### Trama
Una figura misteriosa utilizza un robot per rubare il Phantom Cruiser. Space Ghost e i gemelli cercano di recuperarlo.

## Congegno di rientro in base
- Titolo originale: Homing Device
- Diretto da: Joseph Barbera e William Hanna
- Scritto da: Lew Marshall, Paul Sommer, Bill Perez, Walter Black e Bill Hamilton

### Trama
Metallus minaccia di distruggere la Terra con un missile a meno che Space Ghost non si arrenda a lui.

## Il terribile uomo delle nevi
- Titolo originale: The Mighty Snow Creature
- Diretto da: Joseph Barbera e William Hanna
- Scritto da: Lew Marshall, Paul Sommer, Bill Perez, Walter Black e Bill Hamilton

### Trama
Dino Boy e Ugh si avventurano nelle montagne innevate per salvare una giovane ragazza tribale da una grande creatura delle nevi.

## The Robot Master
- Titolo originale: The Robot Master
- Diretto da: Joseph Barbera e William Hanna
- Scritto da: Lew Marshall, Paul Sommer, Bill Perez, Walter Black e Bill Hamilton

### Trama
Metallus usa una flotta di robot per conquistare il pianeta di Space Ghost.

## The Iceman
- Titolo originale: The Iceman
- Diretto da: Joseph Barbera e William Hanna
- Scritto da: Lew Marshall, Paul Sommer, Bill Perez, Walter Black e Bill Hamilton

### Trama
Zeron attacca Space Ghost usando un potente raggio di ghiaccio.

## Gli uomini lupo
- Titolo originale: The Wolf People
- Diretto da: Joseph Barbera e William Hanna
- Scritto da: Lew Marshall, Paul Sommer, Bill Perez, Walter Black e Bill Hamilton

### Trama
Ugh viene catturato dagli uomini lupo. Dino Boy e Bronty devono salvarlo.

## Hi-Jackers
- Titolo originale: Hi-Jackers
- Diretto da: Joseph Barbera e William Hanna
- Scritto da: Lew Marshall, Paul Sommer, Bill Perez, Walter Black e Bill Hamilton

### Trama
Jan e Jace vengono catturati da Tansit dopo aver assistito al suo furto di una nave.

## The Energy Monster
- Titolo originale: The Energy Monster
- Diretto da: Joseph Barbera e William Hanna
- Scritto da: Lew Marshall, Paul Sommer, Bill Perez, Walter Black e Bill Hamilton

### Trama
Space Ghost deve combattere un mostro creato dal Dott. Soonev durante un incidente di laboratorio.

## La valle del gigante
- Titolo originale: Valley of the Giants
- Diretto da: Joseph Barbera e William Hanna
- Scritto da: Lew Marshall, Paul Sommer, Bill Perez, Walter Black e Bill Hamilton

### Trama
Durante un terremoto, Bronty viene catturato da un gigante e Dino Boy e Ugh cercano di salvarlo.

## The Lure
- Titolo originale: The Lure
- Diretto da: Joseph Barbera e William Hanna
- Scritto da: Lew Marshall, Paul Sommer, Bill Perez, Walter Black e Bill Hamilton

### Trama
Brak rapisce Jan in modo tale che Space Ghost non interferisca nei suoi piani di rapina.

## The Cyclopeds
- Titolo originale: The Cyclopeds
- Diretto da: Joseph Barbera e William Hanna
- Scritto da: Lew Marshall, Paul Sommer, Bill Perez, Walter Black e Bill Hamilton

### Trama
Space Ghost deve salvare i gemelli da Cyclo e dai suoi robot.

## Le formiche guerriere
- Titolo originale: The Ant Warriors
- Diretto da: Joseph Barbera e William Hanna
- Scritto da: Lew Marshall, Paul Sommer, Bill Perez, Walter Black e Bill Hamilton

### Trama
Ugh viene catturato dalle formiche guerriere. Dino Boy cerca di salvarlo, tuttavia finisce per dover salvare le formiche guerriere da un Megatherium.

## The Schemer
- Titolo originale: The Schemer
- Diretto da: Joseph Barbera e William Hanna
- Scritto da: Lew Marshall, Paul Sommer, Bill Perez, Walter Black e Bill Hamilton

### Trama
Space Ghost è stregato nel piano del Cospiratore di uccidere la sua squadra.

## Lokar - King of the Killer Locusts
- Titolo originale: Lokar - King of the Killer Locusts
- Diretto da: Joseph Barbera e William Hanna
- Scritto da: Lew Marshall, Paul Sommer, Bill Perez, Walter Black e Bill Hamilton

### Trama
Lokar attira i gemelli nel suo piano di essere catturato dalle locuste robot assassine.

## I fantini degli uccelli
- Titolo originale: The Bird Riders
- Diretto da: Joseph Barbera e William Hanna
- Scritto da: Lew Marshall, Paul Sommer, Bill Perez, Walter Black e Bill Hamilton

### Trama
Dino Boy e Ugh sono costretti a proteggere uno dei fantini degli uccelli dai Pigmei delle Rocce.

## Space Sargasso
- Titolo originale: The Bird Riders
- Diretto da: Joseph Barbera e William Hanna
- Scritto da: Lew Marshall, Paul Sommer, Bill Perez, Walter Black e Bill Hamilton

### Trama
Dopo aver predato delle navi che passavano nelle vicinanze, Lurker e il suo compagno Un Occhio tentano di irrompere sul Phantom Cruiser.

## Brago
- Titolo originale: Brago
- Diretto da: Joseph Barbera e William Hanna
- Scritto da: Lew Marshall, Paul Sommer, Bill Perez, Walter Black e Bill Hamilton

### Trama
I banditi di Brago attaccano un avamposto ei gemelli devono difenderli fino all'arrivo di Space Ghost.

## Giant Ants
- Titolo originale: Giant Ants
- Diretto da: Joseph Barbera e William Hanna
- Scritto da: Lew Marshall, Paul Sommer, Bill Perez, Walter Black e Bill Hamilton

### Trama
Mentre fugge da un'eruzione vulcanica, Dino Boy finisce in una valle di giganti e dovrà scappare dalle formiche giganti fino a quando arriverà Ugh in suo soccorso.

## La rivincita della vedova nera
- Titolo originale: Revenge of the Spider Woman
- Diretto da: Joseph Barbera e William Hanna
- Scritto da: Lew Marshall, Paul Sommer, Bill Perez, Walter Black e Bill Hamilton

### Trama
Rimanendo fedele alla sua parola, la Vedova Nera cerca di uccidere nuovamente Space Ghost, questa volta utilizzando delle creature acquatiche.

## Attacco all'astronave granchio
- Titolo originale: Attack of the Saucer Crab
- Diretto da: Joseph Barbera e William Hanna
- Scritto da: Lew Marshall, Paul Sommer, Bill Perez, Walter Black e Bill Hamilton

### Trama
Space Ghost deve distruggere un UFO proveniente da un'altra galassia che potrebbe fungere da avanguardia per un'invasione.

## The Rock Pygmies
- Titolo originale: The Rock Pygmies
- Diretto da: Joseph Barbera e William Hanna
- Scritto da: Lew Marshall, Paul Sommer, Bill Perez, Walter Black e Bill Hamilton

### Trama
Mentre scappano da uno Smilodonte, Dino Boy e Bronty si separano. Bronty viene catturato dai Pigmei delle Rocce e Dino Boy cerca di salvarlo, lasciando un segno per mostrare a Ugh dove è andato.

## Uccelli spaziali
- Titolo originale: Space Birds
- Diretto da: Joseph Barbera e William Hanna
- Scritto da: Lew Marshall, Paul Sommer, Bill Perez, Walter Black e Bill Hamilton

### Trama
Space Ghost cerca di combattere Parko nel suo tentativo di attaccare e distruggere dei satelliti con l'utilizzo di uccelli spaziali metallici.